# Place Bacchus
Pour les articles homonymes, voir Bacchus (homonymie).
La place Bacchus est une place du centre ville de Besançon.

## Situation et accès
La place est située dans le quartier de Battant et se trouve à la jonction de la rue Battant et de la rue du Petit-Battant
On y trouve :
- Un commerce à chicha
- Un bar
- Un magasin de laine et cotons

La place est desservie par les lignes 3, 31 et 32 du réseau Ginko.

## Origine du nom
Bacchus est le dieu du vin et de l'ivresse chez les Romains.

## Bâtiments remarquables et lieux de mémoire
- La fontaine de la place, une sculpture d'Alphonse Delacroix qui ne fait aucune allusion au dieu Bacchus mais qui remplace une fontaine du XVe siècle ornée d'une statut représentant Bacchus[1].
- Centre de services sociaux départementaux gèré par le Conseil General du Doubs situé au 1 place Bacchus